# Złotogłowice
Złotogłowice est une localité polonaise situé dans la gmina et le powiat de Nysa en voïvodie d'Opole.